# Allan Cup

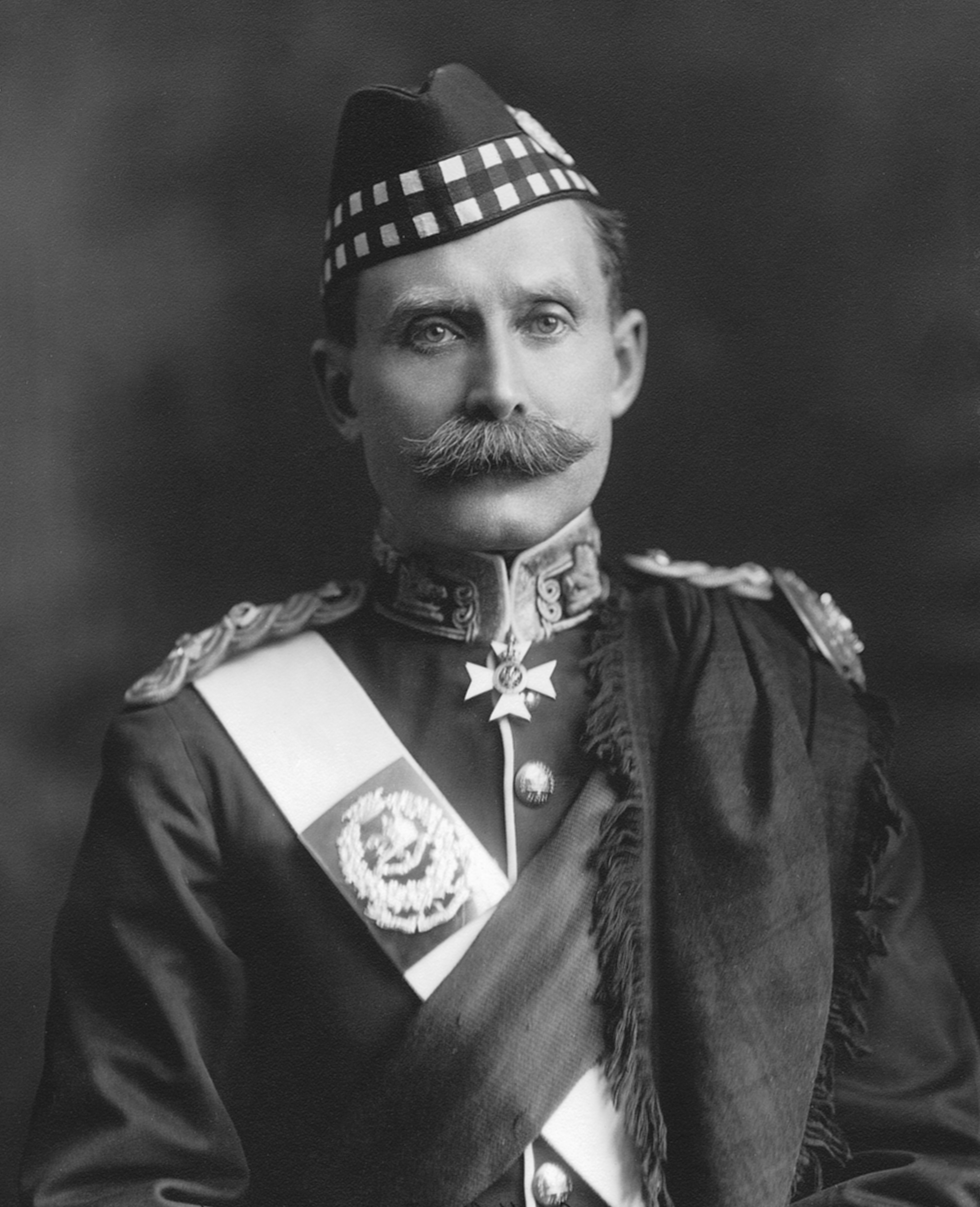
Sir Montagu Allan.

Allan Cup är en ishockeytrofé som tilldelas mästarlaget på amatörnivå i Kanada. Trofén har, med undantag för krigsåret 1945, delats ut varje år sedan 1909 då de professionella lagen istället inriktade sig helt och hållet på att tävla om Stanley Cup.
Allan Cup donerades av, och är uppkallad efter, den kanadensiske bankmannen och ishockeyentusiasten sir Hugh Montagu Allan.